# Provinz Etchū

Karte der japanischen Provinzen, Etchū rot markiert

Die Provinz Etchū (jap. 越中国, Etchū no kuni) war eine der historischen Provinzen Japans. Sie lag im zentralen Teil Honshūs am Japanischen Meer und bildet heute die Präfektur Toyama. Etchū grenzte an die Provinzen Echigo, Shinano, Hida, Kaga und Noto. 

## Geschichte
Im Jahr 701 entstand die Provinz durch die im Taihō-Kodex beschriebene Aufspaltung der alten Provinz Koshi (越国) in die Provinzen Echizen („Vorder-Koshi“), Etchū („Mittel-Koshi“) und Echigo („Hinter-Koshi“). Diese bezeichnete man kollektiv auch als Etsushū (越州, „Koshi-Provinz(en)“). Ein Jahr später wurden jedoch die vier westlichen Bezirke der Provinz Etchū (Kubiki, Kosi, Uonuma und Kambara) an die Provinz Echigo übertragen. Von 741 bis 757 gehörte das Gebiet der Provinz Noto zu Etchū. Ab 746 amtierte der bekannte Dichter Ōtomo no Yakamochi als Kokushi und hinterließ viele Hinweise auf die Region in der Gedichtanthologie Man’yōshū. Die Provinzhauptstadt (Kokufu) und der Provinztempel (Kokubun-ji) befanden sich während der Nara-Zeit in der heutigen Stadt Takaoka. Es gibt vier Shintō-Schreine, die um den Titel Ichi-no-miya wetteifern; von diesen befinden sich zwei in Takaoka, einer in Nanto und einer in Tateyama. 
Während der Muromachi-Zeit traten Mitglieder der Hatakeyama-Klan als Shugo der Region auf, zogen es aber vor, in Kyōto zu bleiben und mittels ernannter Stellvertreter zu regieren, wie den Jinbō-Klan und den Shiina-Klan. In der Sengoku-Zeit verlegten die Hatakeyama ihre Machtbasis auf die Burg Nanao in der Provinz Noto, und Etchū wurde zu einem Gebiet, das zwischen Uesugi Kenshin und dem Oda-Klan umkämpft war. Dabei spielten die Ikkō-ikki, eine Seite gegen die andere aus. Das Gebiet wurde schließlich von Oda Nobunagas General Shibata Katsuie und seinem Stellvertreter Sassa Narimasa erobert. Diese wiederum wurden während der Herrschaft von Toyotomi Hideyoshi durch Maeda Toshiee ersetzt. Der Maeda-Klan behielt die Kontrolle über die Provinz während der Edo-Zeit, wobei eine Seitenlinie der Maeda über den Landkreis Nei und einen Großteil des Landkreises Niikawa regierte.

## Umfang
Die Provinz Etchū umfasste folgende spätere Landkreise (gun):
- Imizu (射水郡)
- Nei (婦負郡)
- Niikawa (新川郡)
- Tonami (礪波郡)